# Tenganan
Tenganan ist ein Bergdorf auf der Insel Bali mit Einwohnern des Volkes der Bali Aga, etwa drei Kilometer von Candi Dasa entfernt. Es ist eines der wenigen Dörfer Balis, in dem die prä-hinduistische Kultur lebendig geblieben ist.
Die Bali Aga bezeichnen sich als Nachkommen der Ureinwohner Balis. Es gelang ihnen, durch strikte Abschottung über Jahrhunderte hinweg ihre kulturellen und religiösen Traditionen zu bewahren.
Die Tradition (Adat) bestimmt u. a., dass nur die im Dorf wohnen bleiben und leben dürfen, die unter Dorfbewohnern ihre Ehepartner wählen. Wer sich außerhalb der Dorfgemeinschaft eine Frau oder einen Mann sucht, muss sein Leben außerhalb der Grenzen aufbauen und kommt dann nur noch zu Besuch ins Dorf. 
Die wohlhabenden Tengananer arbeiten selbst nicht körperlich, sondern lassen die Arbeit auf den Reisfeldern von Balinesen aus den umliegenden Dörfern, gegen einen Teil des Ernteertrages, verrichten.
So bleibt den Bali Aga Zeit und Muße, Traditionen zu pflegen und sich der Kunst und dem Kunsthandwerk zu widmen. Weltweit bekannt und von Sammlern sehr geschätzt sind die im komplizierten Verfahren des Doppel-Ikat hergestellten Geringsing-Stoffe aus Tenganan. 
Dieses Handwebverfahren kam vor unserer Zeitrechnung mit der Dong-Son-Kultur nach Indonesien und wird heute nur noch im Bali-Aga-Dorf Tenganan gepflegt. Dem Stoff werden magische Kräfte nachgesagt. Der mystische Charakter der heiligen Tücher geht bereits aus dem Namen hervor.
Geringsing bedeutet „Krankheit abwehrend“.

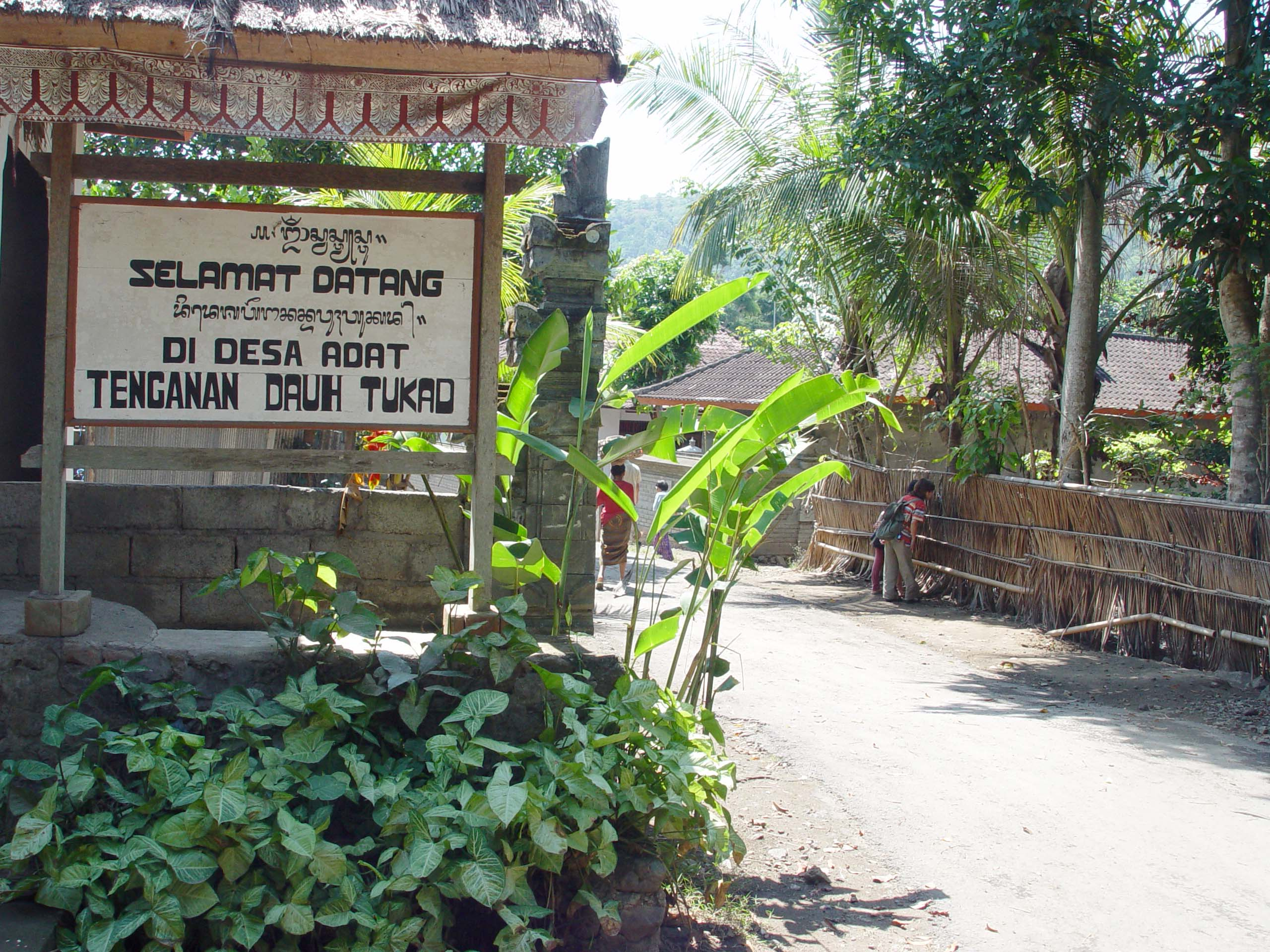
Eingang zu Dauhtukad, Tenganan
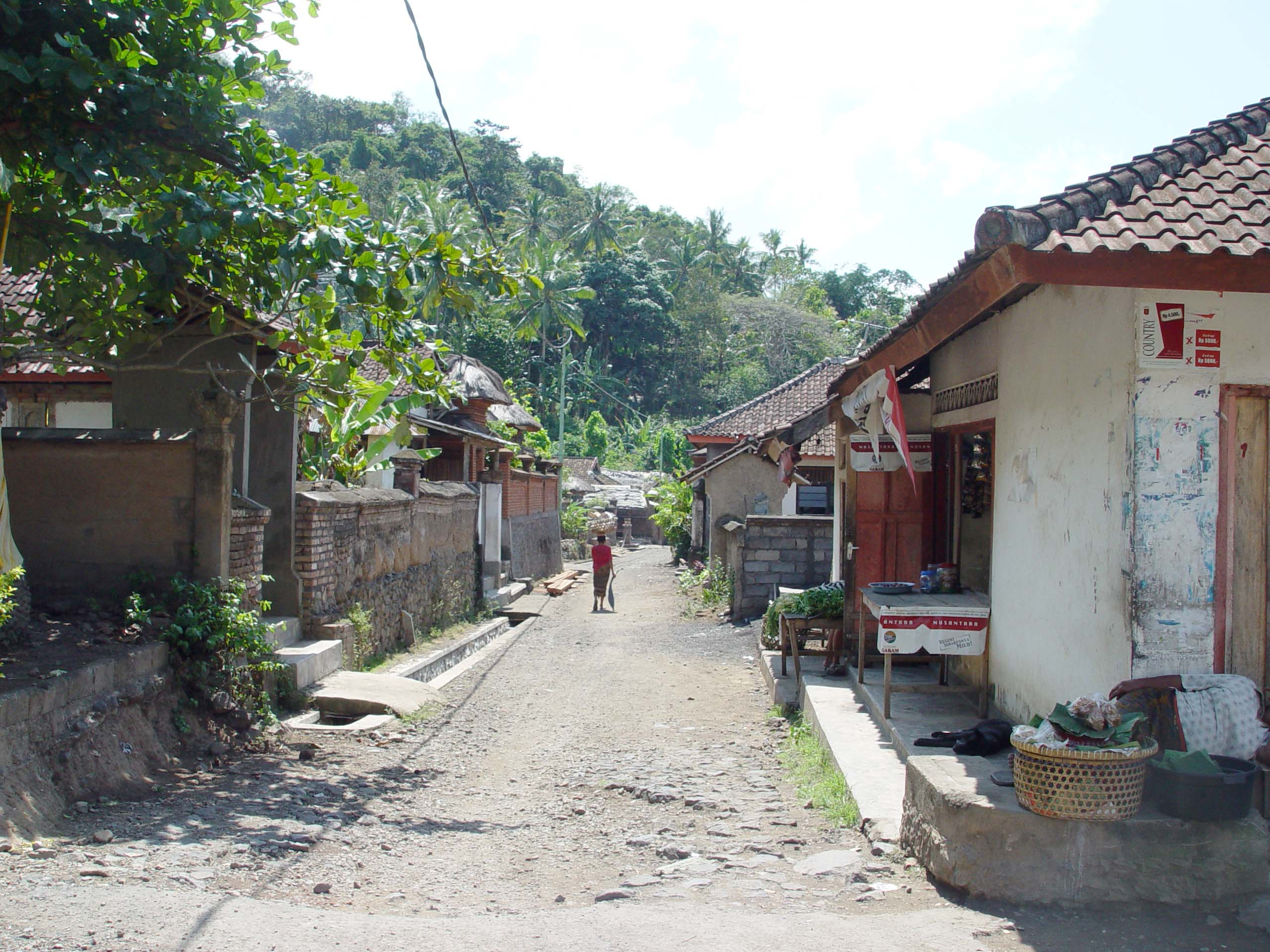
Dauhtukad, Tenganan
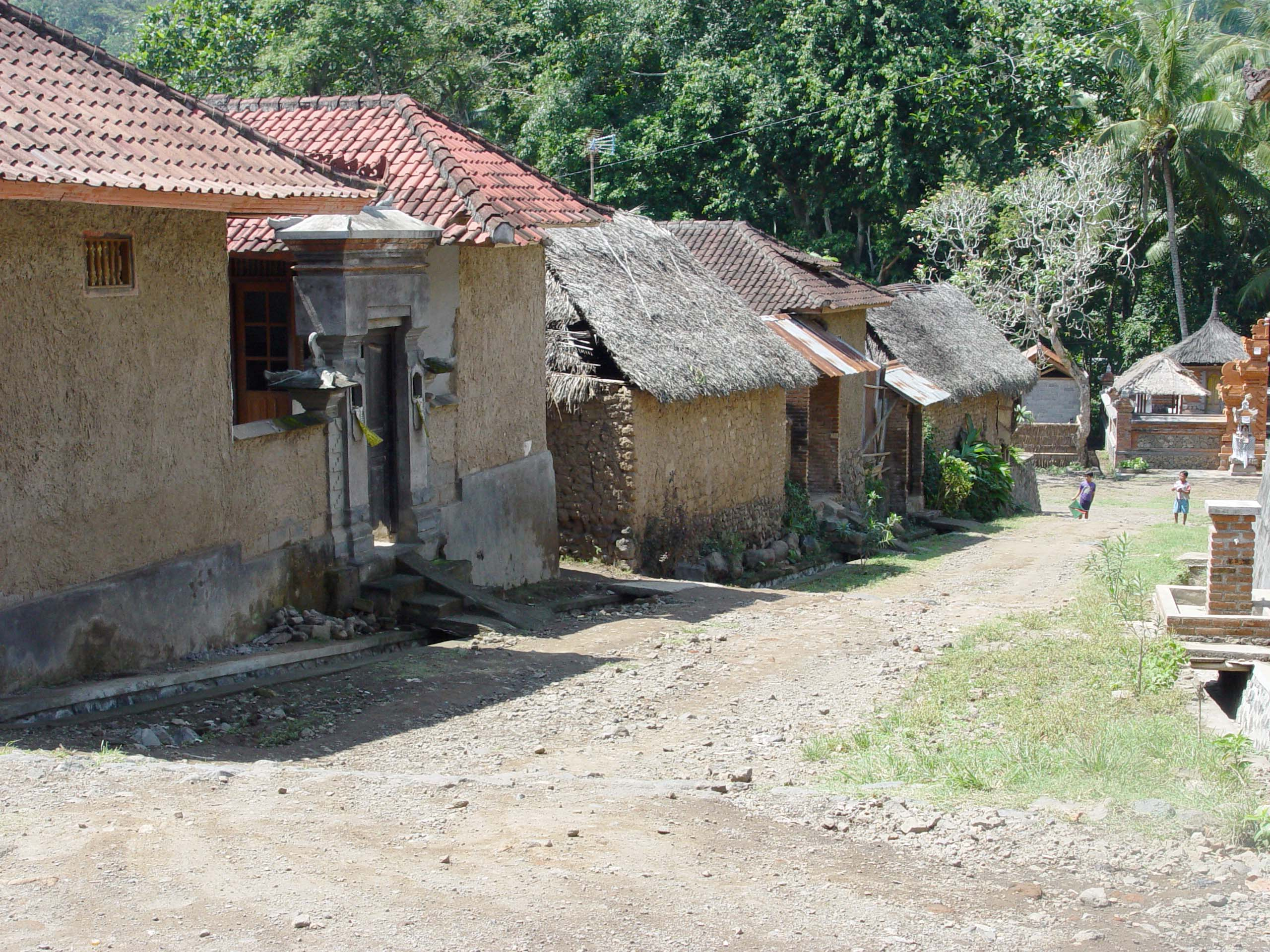
Dauhtukad, Tenganan
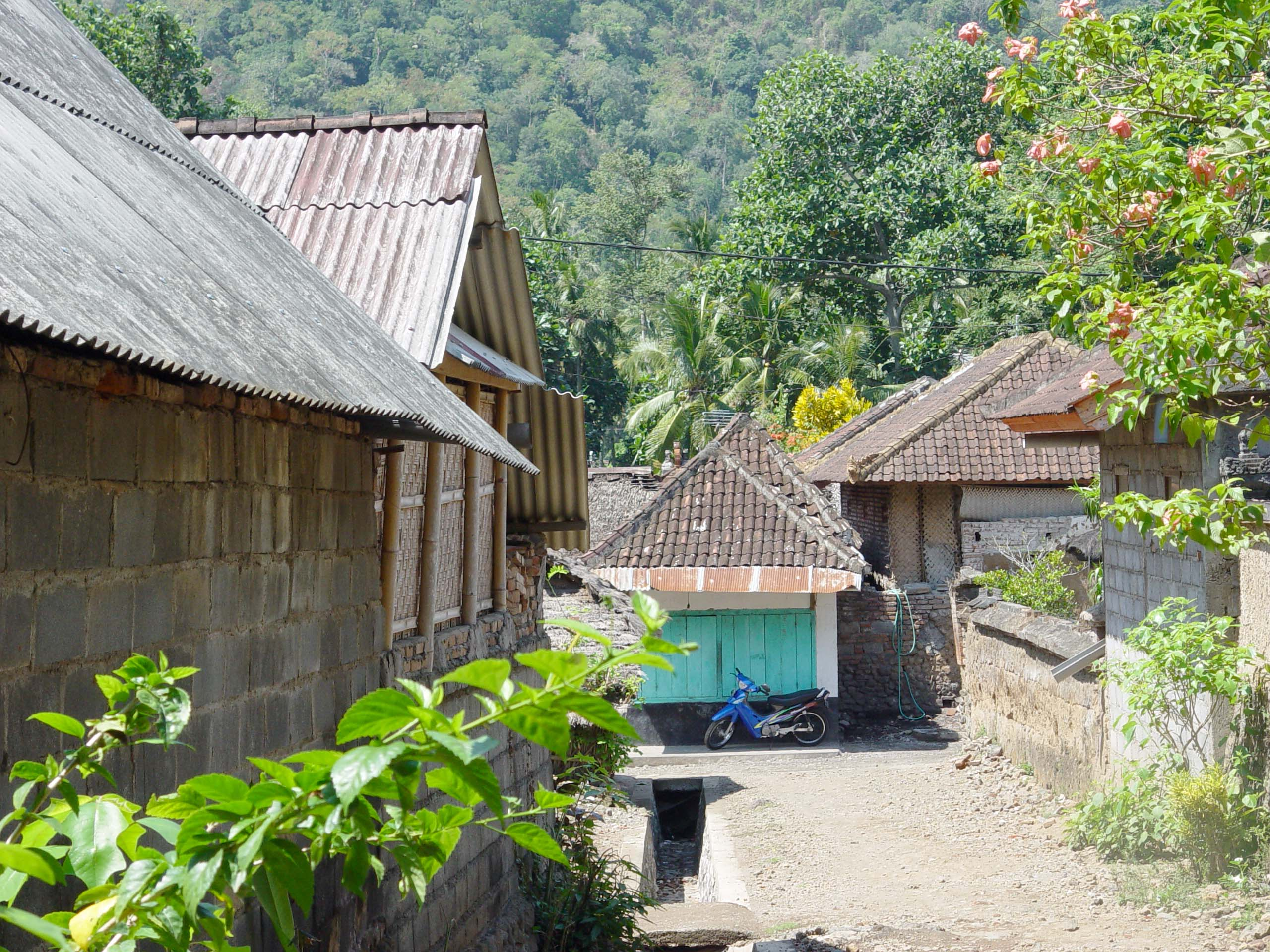
Dauhtukad, Tenganan
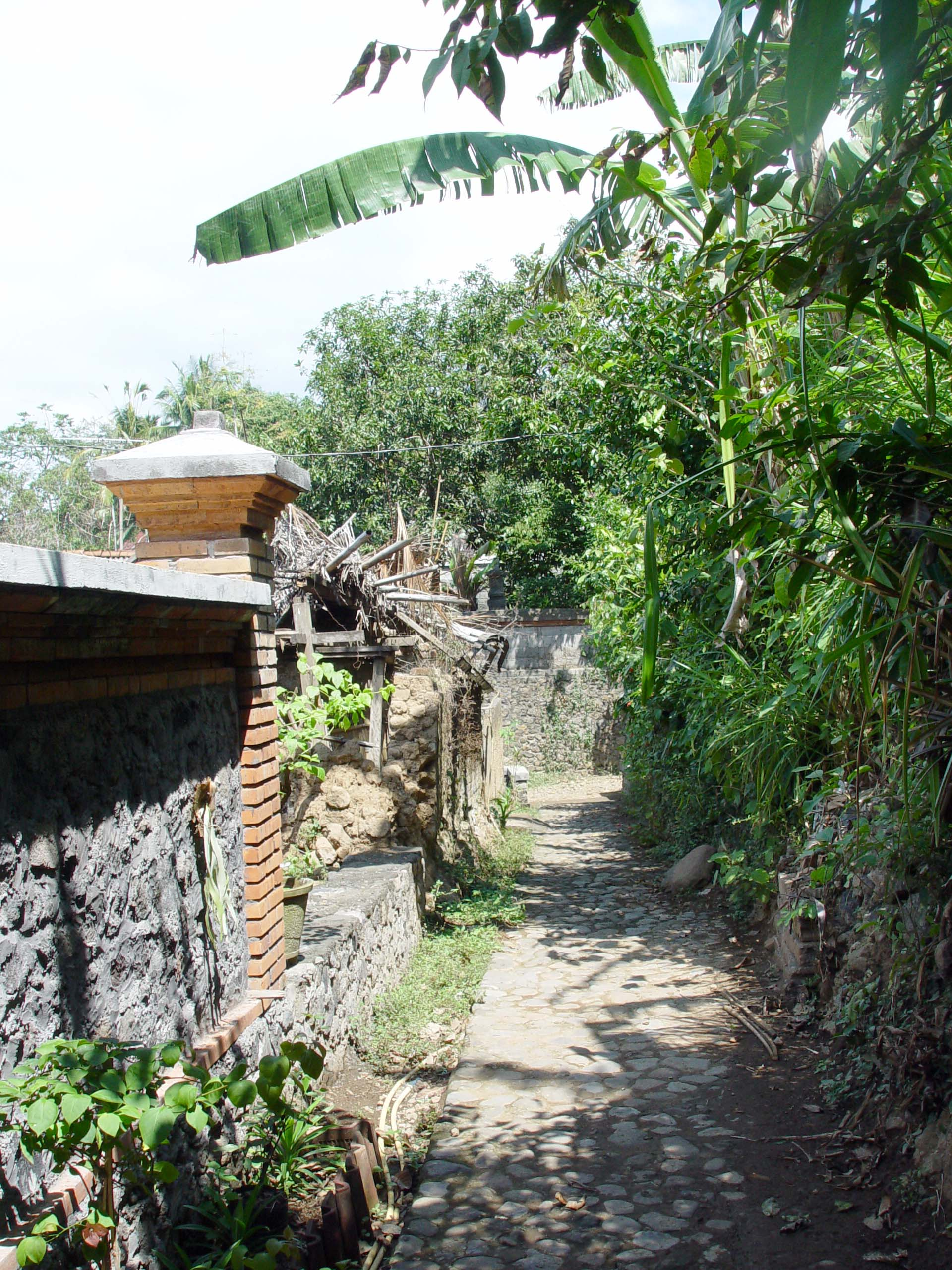
Dauhtukad, Tenganan
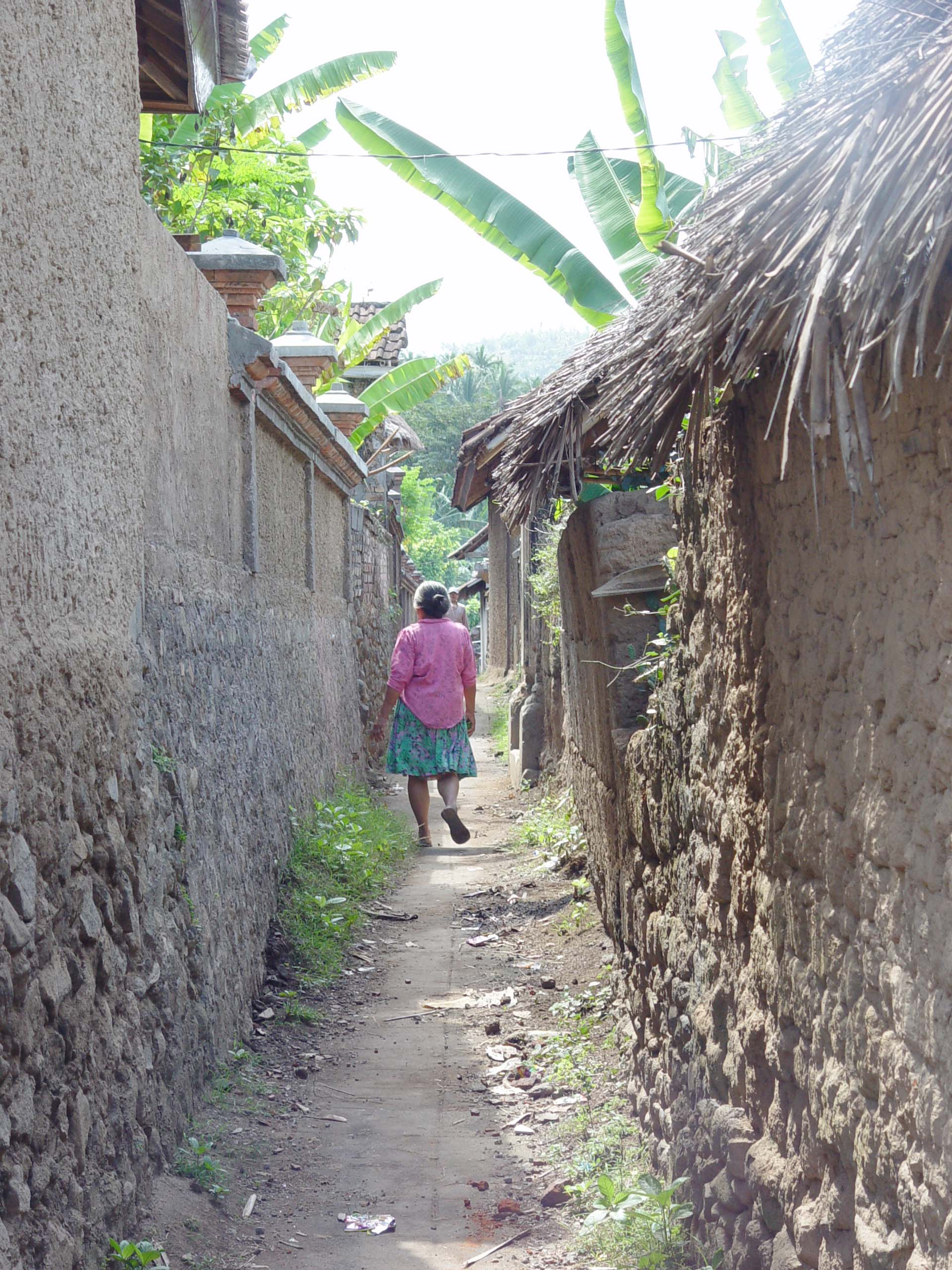
Dauhtukad, Tenganan
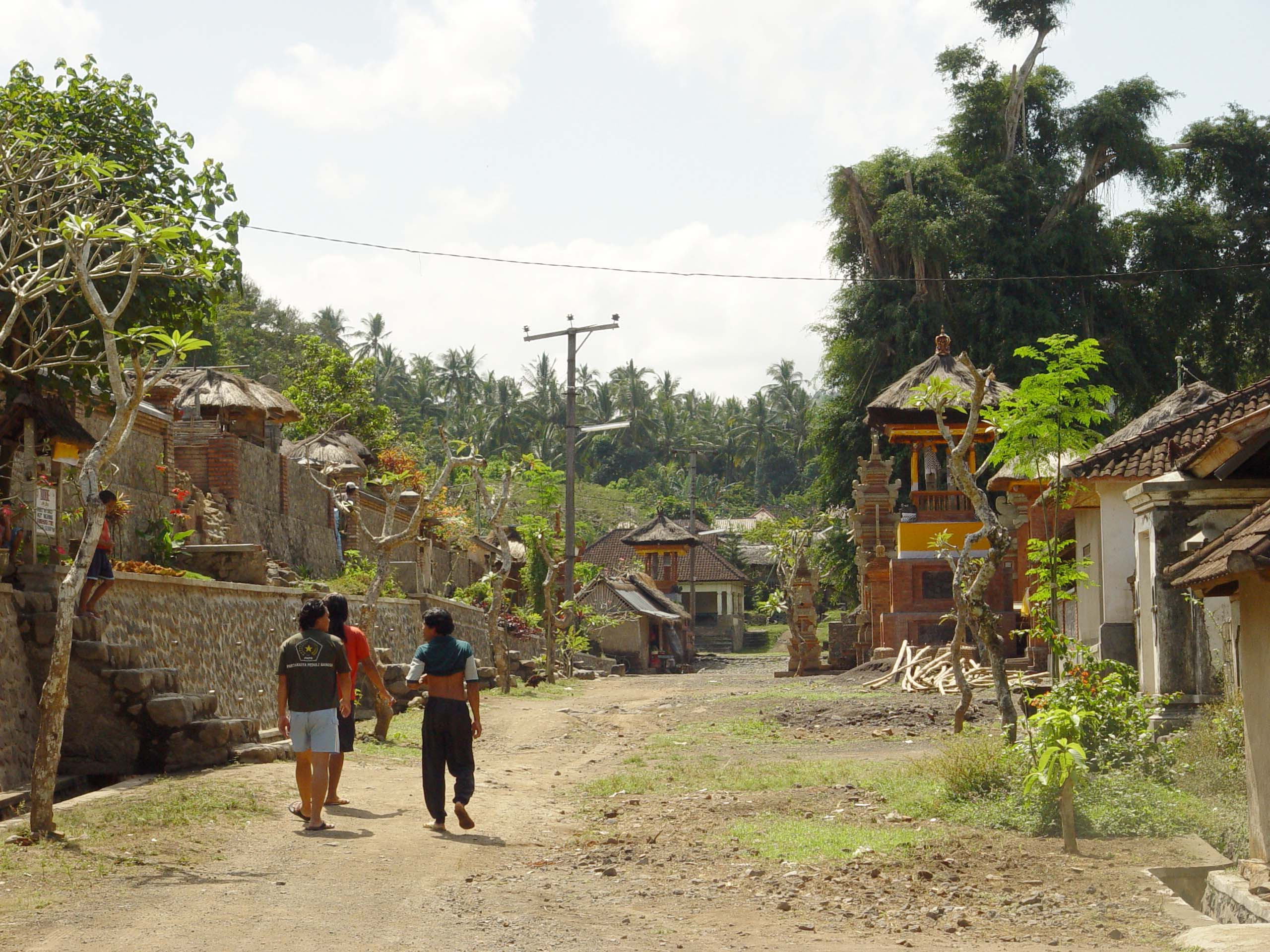
Dauhtukad, Tenganan
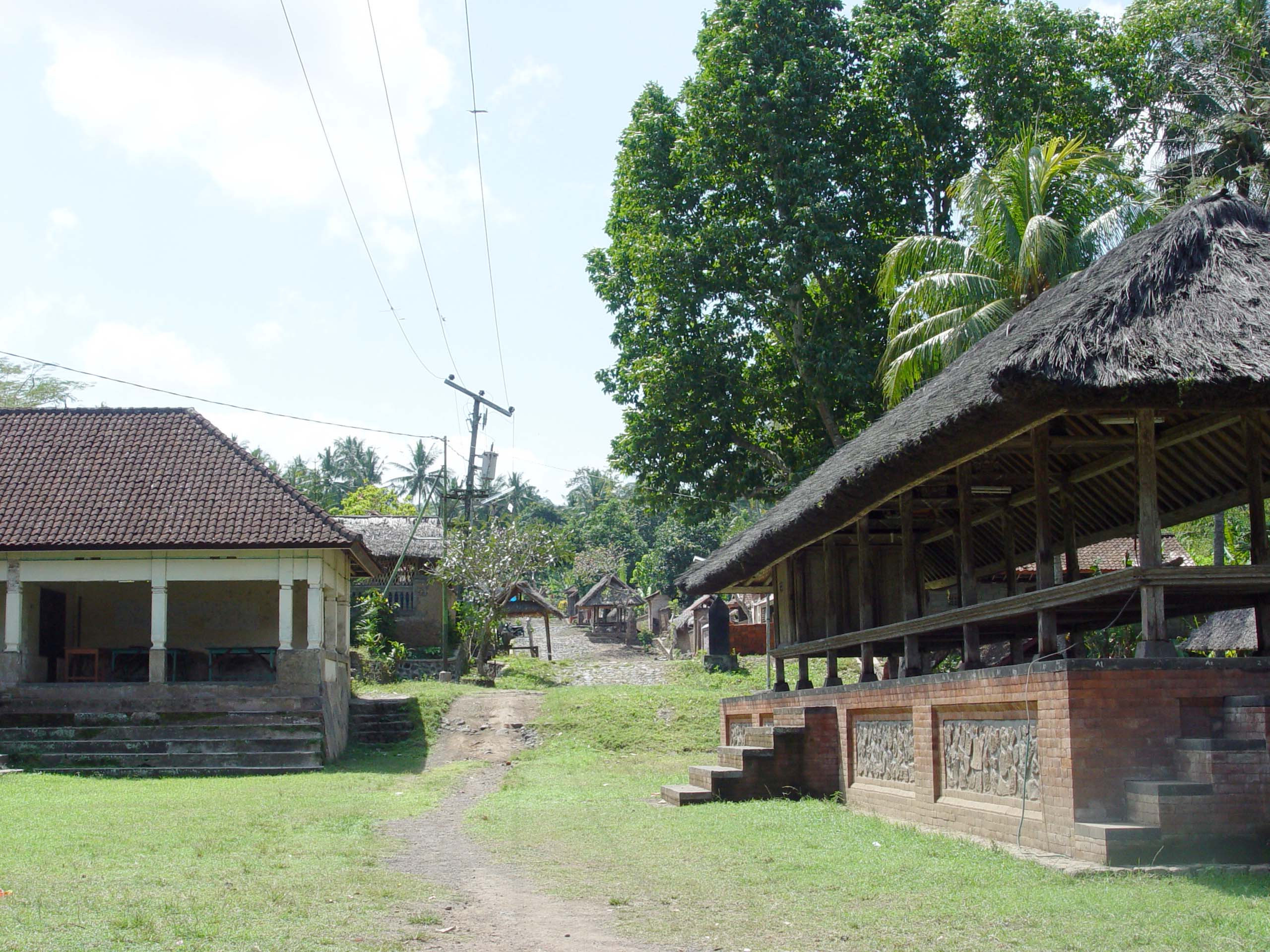
Dauhtukad, Tenganan
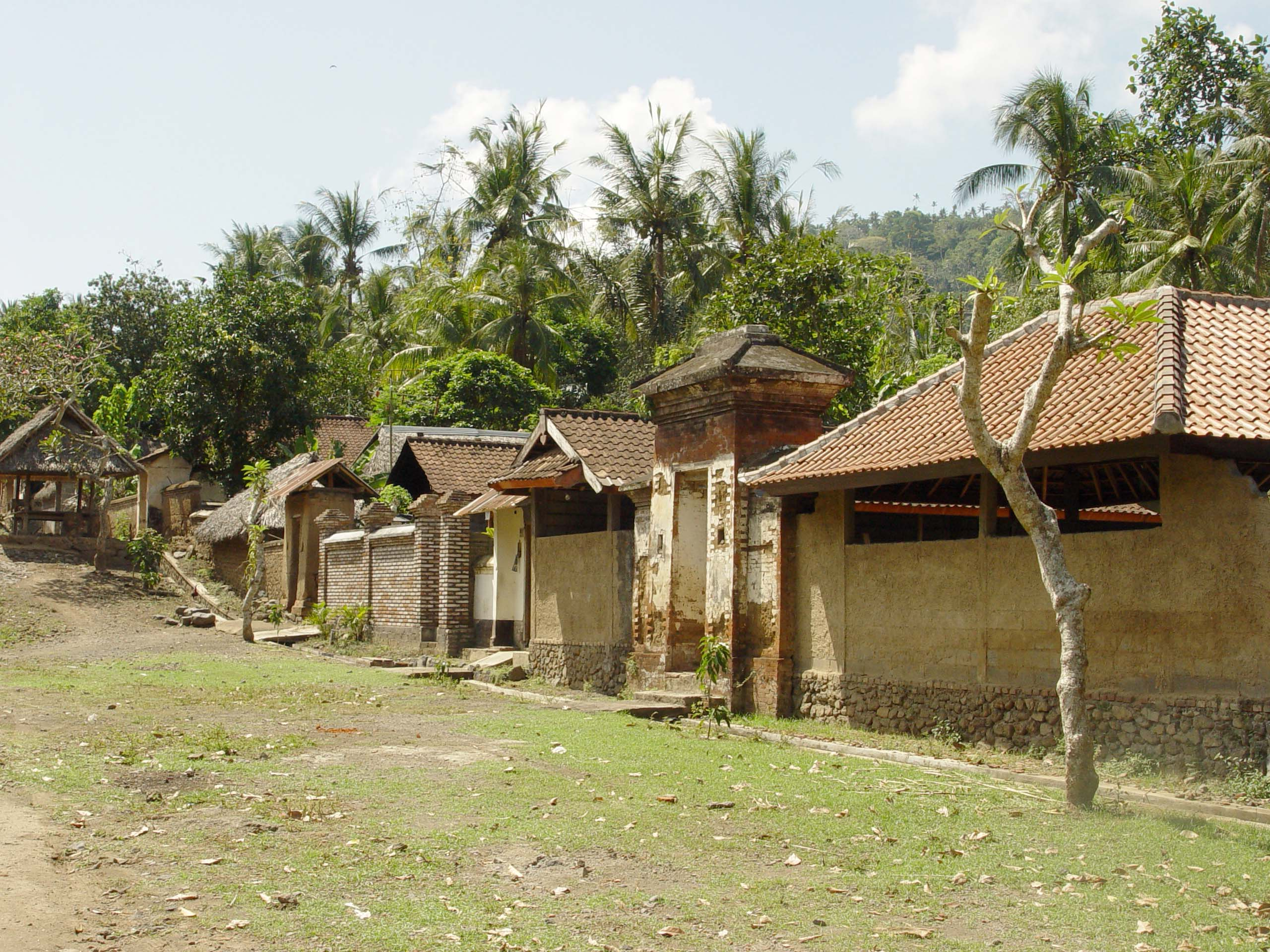
Dauhtukad, Tenganan

Koordinaten: 8° 28′ S, 115° 34′ O